# Mats Helge
Mats Helge, auch Mats Helge Olsson (* 10. Mai 1953 in Lidköping, Västra Götalands län) ist ein schwedischer Filmproduzent, Drehbuchautor und Filmregisseur.

## Leben
Helge gab 1975 mit dem Western I död mans spår sein Debüt als Regisseur, Drehbuchautor und Filmproduzent. Zwei Jahre später folgte mit The Frozen Star ein weiterer Western. Mehrmals arbeitete er mit Schauspieler Per Oscarsson zusammen. In den 1980er Jahren, der Hochphase seines Schaffens, realisierte er diverse B-Movies, darunter prominent Ninja: In geheimer Mission und mit Shocking Heavy Metal einen Slasher-Film, ansonsten Actionfilme. David Carradine übernahm dabei Hauptrollen. Seine letzte Regiearbeit stammt aus den frühen 1990er Jahren. Zuletzt war er 2001 an der Produktion von Elche, Eis und Erbschaftsärger beteiligt.

## Filmografie (Auswahl)
- 1975: I död mans spår
- 1979: Heja Sverige!
- 1980: Tvingad att leva
- 1980: Sverige åt svenskarna
- 1984: Ninja: In geheimer Mission (The Ninja Mission)
- 1987: Shocking Heavy Metal (Blood Tracks)
- 1987: Eagle Island
- 1988: Animal Protector
- 1989: The Russian Ninja (Russian Terminator)
- 1989: The Hired Gun
- 1989: Fatal Secret
- 1992: Nordexpressen